# Polyptyque de San Domenico
Le Polyptyque de San Domenico  est une peinture a tempera sur panneau de bois de 113 × 257 cm, datée de 1323-1324, de Simone Martini, conservée au Museo dell'Opera del Duomo (Orvieto).
Installé à l'origine sur le maître-autel de l'église San Domenico d'Orvieto, le polyptyque  fut saisi par les troupes napoléoniennes au début du XIXe siècle puis restitué à sa ville d'origine et exposé enfin au musée de l'Œuvre de la cathédrale.
De ses sept éléments complets, seuls cinq sont visibles, les autres ayant disparu.

## Description
Dans des cadres architecturaux à sommets trilobés, siège au centre la Vierge à l'Enfant figurée en buste, comme tous les autres personnages saints avec leurs attributs, qui sont de gauche à droite :
- Saint Pierre et la clef du Paradis
- Marie-Madeleine et sa fiole de nard  (avec en petite figure, Trasmundo Monaldeschi, évêque de  Soana)
- Saint Paul avec ses épîtres et l'épée de son martyre
- Saint Dominique avec une branche de lys et un livre

Toutes les figures saintes sont auréolées d'un disque plein doré.
La couleur rouge est distribuée entre le linge qui enveloppe Jésus enfant, la robe et la capuche de Marie-Madeleine, la couverture du livre de Dominique.
Conformément à l'iconographie chrétienne mariale, la Vierge est vêtue principalement de bleu.

## Sources
- Encyclopédie

- (it) Cet article est partiellement ou en totalité issu de l’article de Wikipédia en italien intitulé « Polittico di San Domenico (Simone Martini) » (voir la liste des auteurs).